# Dagur Kári
Pour les articles homonymes, voir Kari.
Dagur Kári, né à Paris le 12 décembre 1973, est un réalisateur, compositeur et scénariste islandais.

## Biographie
Né à Paris de parents islandais, Dagur Kári déménage en Islande lorsqu'il a trois ans. À 17 ans, alors qu'il s'intéresse à la musique et à la photographie, il choisit de se tourner vers le cinéma à la suite de l'organisation d'un festival de cinéma en Islande au cours duquel il voit des films de Jim Jarmusch et d'Aki Kaurismäki pour la première fois.
Kári commence alors à écrire des scénarios et travaille pendant deux ans pour une chaîne de télévision. Diplômé de l'École nationale de cinéma du Danemark en 1999, il remporte onze prix internationaux grâce à son court-métrage de fin d'études, Lost Weekend.
Il écrit également la musique de la plupart de ses films.

## Filmographie
Comme réalisateur :
- 1999 : Old Spice (court métrage)
- 2000 : Lost Weekend (court métrage)
- 2001 : Villiljós - segment Líkið í lestinni
- 2003 : Nói albínói (ou parfois Nói l'albinos)
- 2005 : Dark Horse (Voksne mennesker)
- 2009 : The Good Heart
- 2015 : L'Histoire du géant timide (Fúsi)
- 2017 : Norskov, dans le secret des glaces (Norskov) (série TV - 3 épisodes)
- 2021 : Utmark (série TV - 1 épisode) également créateur

Comme scénariste :
- 1999 : Old Spice (court métrage)
- 2000 : Lost Weekend (court métrage)
- 2001 : Villiljós - segment Líkið í lestinni
- 2003 : Nói albínói (ou parfois Nói l'albinos)
- 2005 : Dark Horse (Voksne mennesker)
- 2009 : The Good Heart
- 2015 : L'Histoire du géant timide (Fúsi)
- 2021 : Utmark (série TV) également créateur

Comme compositeur :
- 2003 : Nói albínói (ou parfois Nói l'albinos)
- 2005 : Dark Horse (Voksne mennesker)
- 2009 : The Good Heart
- 2012 : A Normal Life (En mors kamp for et normalt liv) de Mikala Krogh
- 2015 : L'Histoire du géant timide (Fúsi)

Comme producteur exécutif :
- 2018 : Trahison d'état (Backstabbing for Beginners) de Per Fly
- 2018 : The Human Shelter de Boris B. Bertram
- 2019 : Un hiver à New York (The Kindness of Strangers) de Lone Scherfig
- 2020 : Krudttønden de Ole Christian Madsen